# Stormi Henley
Stormi Bree Henley (sinh ngày 6 tháng 12 năm 1990 tại Crossville, Tennessee, Hoa Kỳ). Cô là Miss Teen USA năm 2009.
Henley chiến thắng tại cuộc thi Miss Tennessee Teen USA 2009 vào ngày 5 tháng 10 năm 2008. Henley và Kristen Motil là hai hoa hậu đại diện bang Tennessee tại cuộc thi Miss Teen USA 2009 và Miss USA 2009.
Tháng 7 năm 2009, Henley đại diện bang Tennessee tham dự cuộc thi Miss Teen USA 2009 tổ chức tại Atlantis Paradise Island, Nassau, Bahamas. Trong đêm chung kết, cô đã xuất sắc dành vương miện Miss Teen USA được trao bởi Stevi Perry, Miss Teen USA 2008. Đây là lần thứ hai Tennessee chiến thắng tại cuộc thi này.
Trong thời gian tại vị, Stormi cùng với Kristen Dalton, Miss USA 2009 đến từ Bắc Carolina và Stefania Fernandez, Hoa hậu Hoàn vũ 2009 đến từ Venezuela là 3 đại diện của Tổ chức Hoa hậu Hoàn vũ (Miss Universe Organization).
Ngày 24 tháng 8 vừa qua, cô đã trao vương miện Miss Teen USA 2010 cho Kamie Crawford của bang Maryland.